# 싹쓸이 안타
싹쓸이 안타는 야구에서 누상에 있는 주자들을 모두 홈플레이트로 불러들이는 안타를 가리키는 단어이다.

## 설명
싹쓸이 안타는 적시타의 일종이며 주로 만루에서 적시타가 나왔을 때에 가장 많이 사용되는 용어이다. 싹쓸이 안타가 3루타일 경우에는 싹쓸이 3루타나 3타점 3루타로 불리며 싹쓸이 안타가 2루타일 경우에는 싹쓸이 2루타나 3타점 2루타, 일반적인 단타이면 싹쓸이 안타나 3타점 1루타 등으로 부르는 방식이다. 이외에 주자가 1,2루, 1,3루 2,3루 등으로 주자가 2명 이상일 때에 2명의 주자를 모두 불러들이는 2타점 3루타, 2타점 2루타, 2타점 단타(2타점 안타)도 싹쓸이 안타라고 부르는 경우가 있다. 싹쓸이 안타의 경우는 솔로 홈런보다 더 높은 가치를 쳐줄 때가 있으며 그경기에서 팀의 승리에 결정적인 역할을 하는 경우가 많다.

## 같이 보기
- 안타
- 적시타
- 단타
- 2루타
- 3루타